# Liga LEB Oro 2008-09
La Liga LEB Oro 2008/09 (oficialmente y por motivos de patrocinio Liga Adecco LEB Oro 2008/09) es la 13.ª edición de la Liga Española de Baloncesto desde que en la temporada 1996-1997 adoptara su denominación actual. La liga contó con 18 equipos que disputaron un total de 612 partidos (34 cada uno de ellos). Comenzó el 18 de septiembre de 2008 y su temporada regular finalizó el 15 de mayo de 2009 con el CB Valladolid como campeón de la competición que consiguió directamente una plaza para disputar la liga ACB 2009/10
Entre el 19 y el 31 de mayo se disputaron los Play-off de ascenso para decidir el otro conjunto que participaría en la siguiente liga ACB, siendo a la postre el Lucentum Alicante quien se haría con tal premio.
Por su parte los 2 últimos clasificados de la temporada regular, Illescas Urban CLM y Beirasar Rosalía descenderieron directamente a la liga LEB Plata.

## Temporada regular
La liga se inició el 18 de septiembre con la disputa del partido entre el Plus Pujol Lleida y el UB La Palma, que vencieron los primeros por 97-77. El primer líder de la competición fue el Grupo Begar León que venció por una diferencia de 32 puntos (92-60) al Gandía Basquet. El MVP de la primera semana estuvo compartido por los jugadores Pat Carroll (Beirasar Rosalía) y Eulis Báez (Grupo Begar León) con una valoración de 30 puntos.
Con el fin del a primera vuelta de la competición se decidieron los dos equipos que disputarían la Copa Príncipe por acabar dicha primera vuelta en las dos primeras posiciones de la tabla. Finalmente los equipos que se enfrentarían serían el Lucentum Alicante (14 victorias y 3 derrotas) y el Melilla Baloncesto (13 victorias y 4 derrotas). A la postre el equipo que se llevó la Copa Príncipe fue el Lucentum Alicante, la segunda de su historia, que se impuso por 95-60 al conjunto melillense en un encuentro disputado en el Centro de Tecnificación de Alicante ante 3500 espectadores.
.
El campeón de la temporada regular y por tanto el primer equipo que consiguió plaza para disputar la liga ACB 2009/10 fue el CB Valladolid. El conjunto pucelano se hizo con el título una jornada antes de terminar la temporada regular, tras superar claramente al Autocid Ford Burgos por 86-69.
Varias jornadas antes del final de la liga ya se habían decidido los equipos que descendían a la LEB Plata de cara a la temporada 2009/10, que a la postre serían el Illescas Urban CLM y el Beirasar Rosalía que con el mismo balance de 8 victorias y 26 derrotas ocuparon las dos últimas plazas de la tabla.

### Clasificación
| Pos. | Equipo                       | J  | G  | P  | PF   | PC   | Media | Ascenso o descenso            |
| ---- | ---------------------------- | -- | -- | -- | ---- | ---- | ----- | ----------------------------- |
| 1    | CB Valladolid                | 34 | 25 | 9  | 2700 | 2476 | +224  | Ascenso directo a la Liga ACB |
| 2    | Lucentum Alicante            | 34 | 25 | 9  | 2742 | 2441 | +301  | Playoffs de ascenso           |
| 3    | Melilla Baloncesto           | 34 | 23 | 11 | 2714 | 2554 | +160  | Playoffs de ascenso           |
| 4    | Leche Río Breogán            | 34 | 23 | 11 | 2661 | 2584 | +77   | Playoffs de ascenso           |
| 5    | Tenerife Rural               | 34 | 21 | 13 | 2879 | 2760 | +119  | Playoffs de ascenso           |
| 6    | Clínicas Rincón Axarquía     | 34 | 19 | 15 | 2659 | 2593 | +66   | Playoffs de ascenso           |
| 7    | CB Villa de Los Barrios 1    | 34 | 18 | 16 | 2594 | 2550 | +44   | Playoffs de ascenso           |
| 8    | Grupo Begar León             | 34 | 18 | 16 | 2558 | 2507 | +51   | Playoffs de ascenso           |
| 9    | Ford Burgos                  | 34 | 18 | 16 | 2762 | 2708 | +54   | Playoffs de ascenso           |
| 10   | Plus Pujol Lleida 2          | 34 | 18 | 16 | 2715 | 2698 | +17   |                               |
| 11   | Cáceres 2016                 | 34 | 15 | 19 | 2542 | 2592 | -50   |                               |
| 12   | CB Vic 3                     | 34 | 15 | 19 | 2578 | 2664 | -86   |                               |
| 13   | Ciudad de La Laguna Canarias | 34 | 15 | 19 | 2614 | 2713 | -99   |                               |
| 14   | UB La Palma                  | 34 | 14 | 20 | 2528 | 2619 | -91   |                               |
| 15   | Mallorca                     | 34 | 12 | 22 | 2751 | 2913 | -162  |                               |
| 16   | Gandía Bàsquet 4             | 34 | 11 | 23 | 2507 | 2677 | -170  |                               |
| 17   | Illescas Urban CLM           | 34 | 8  | 26 | 2386 | 2623 | -237  | Descenso directo a LEB Plata  |
| 18   | Beirasar Rosalía             | 34 | 8  | 26 | 2488 | 2706 | -218  | Descenso directo a LEB Plata  |

1 CB Villa de Los Barrios perdió la categoría por problemas económicos.

2 Plus Pujol Lleida descendió a la Liga EBA por problemas económicos.

3 CB Vic vendió su plaza en la LEB Oro al CB Sant Josep Girona.

4 Gandía Bàsquet descendió a la Liga EBA por problemas económicos.

## Play Off de ascenso a la ACB

### Cuartos de final
Cada cuarto de final se disputó al mejor de 3 partidos (sólo disputándose el 3.er encuentro en el caso que fue necesario) entre los conjuntos clasificados entre la 2.ª y la 9.ª plaza en la liga regular, favoreciendo la ventaja de campo a los clasificados entre la 2.ª y la 5.ª posición.

#### Resultados
| Equipo #1          | Victorias. | Equipo #2                | 1.er encuentro | 2º encuentro | 3.er encuentro* |
| ------------------ | ---------- | ------------------------ | -------------- | ------------ | --------------- |
| Lucentum Alicante  | 2 - 1      | Ford Burgos              | 89-69          | 71-75        | 84-57           |
| Melilla Baloncesto | 2 - 0      | Grupo Begar Léon         | 79-56          | 76-75        |                 |
| Leche Río Breogán  | 0 - 2      | Villa de Los Barrios     | 81-89          | 58-76        |                 |
| Tenerife Rural     | 2 - 0      | Clínicas Rincón Axarquía | 83-77          | 67-66        |                 |

* Cuando fue necesario.

### Final a cuatro
La Final a cuatro en la que se decidió que equipo acompañaría al CB Valladolid a disputar la siguiente edición de la liga ACB tuvo lugar durante el fin de semana del 30 y 31 de mayo en la ciudad de Fuenlabrada.

#### Cuadro
|  | Semifinales | Semifinales          | Semifinales |                    |    | Final             | Final | Final |  |
|  |             |                      |             |                    |    |                   |       |       |  |
|  |             |                      |             |                    |    |                   |       |       |  |
|  | 2           | Lucentum Alicante    | 84          |                    |    |                   |       |       |  |
|  | 2           | Lucentum Alicante    | 84          |                    |    |                   |       |       |  |
|  | 7           | Villa de Los Barrios | 81          |                    |    |                   |       |       |  |
|  | 7           | Villa de Los Barrios | 81          |                    | 2  | Lucentum Alicante | 72    |       |  |
|  |             |                      |             |                    | 2  | Lucentum Alicante | 72    |       |  |
|  |             |                      | 3           | Melilla Baloncesto | 66 |                   |       |       |  |
|  | 3           | Melilla Baloncesto   | 3           | Melilla Baloncesto | 66 | 91                |       |       |  |
|  | 3           | Melilla Baloncesto   |             |                    |    | 91                |       |       |  |
|  | 5           | Tenerife Rural       | 87          |                    |    |                   |       |       |  |
|  | 5           | Tenerife Rural       | 87          |                    |    |                   |       |       |  |
|  |             |                      |             |                    |    |                   |       |       |  |

## Líderes en estadísticas individuales en la temporada regular

### Puntos
| Posición | Nombre          | Equipo                       | Partidos | Puntos | PPP   |
| -------- | --------------- | ---------------------------- | -------- | ------ | ----- |
| 1.       | Kammron Taylor  | Beirasar Rosalía             | 20       | 361    | 18.05 |
| 2.       | Ricardo Guillén | Villa de Los Barrios         | 34       | 605    | 17.79 |
| 3.       | Jason Detrick   | Ciudad de La Laguna Canarias | 34       | 601    | 17.68 |
| 4.       | Thomas Terrell  | La Palma                     | 31       | 531    | 17.13 |
| 5.       | Diego García    | Ford Burgos                  | 33       | 565    | 17.12 |

### Rebotes
| Pos | Nombre          | Equipo                       | Partidos | Rebotes | RPP  |
| --- | --------------- | ---------------------------- | -------- | ------- | ---- |
| 1.  | Jakim Donaldson | Ciudad de La Laguna Canarias | 34       | 323     | 9.50 |
| 2.  | Paulo Prestes   | Clínicas Rincón Axarquía     | 33       | 309     | 9.36 |
| 3.  | Robert Battle   | Valladolid                   | 33       | 289     | 8.76 |
| 4.  | Ricardo Guillén | Villa de Los Barrios         | 34       | 265     | 7.79 |
| 5.  | Brian Cusworth  | Leche Río Breogán            | 28       | 205     | 7.32 |

### Asistencias

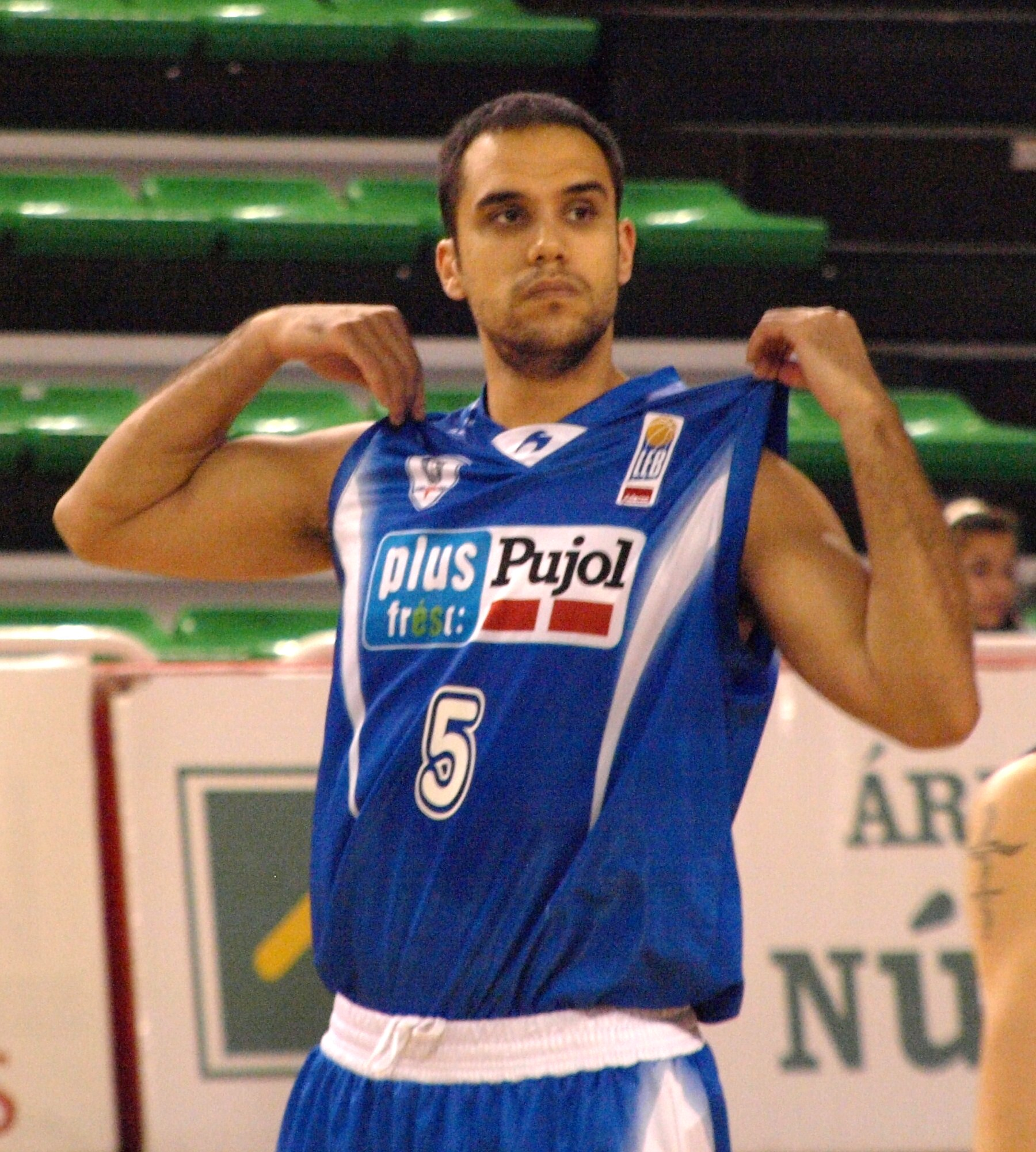
Javier Mendiburu, del Plus Pujol Lleida, finalizó la temporada como segundo mejor pasador de la liga con 4,67 asistencias por choque.

| Pos | Nombre           | Equipo             | Partidos | Asists | APP  |
| --- | ---------------- | ------------------ | -------- | ------ | ---- |
| 1.  | Diego Ciorciari  | Melilla Baloncesto | 33       | 201    | 6.09 |
| 2.  | Javier Mendiburu | Plus Pujol Lleida  | 33       | 154    | 4.67 |
| 3.  | Pedro Sala       | La Palma           | 34       | 141    | 4.15 |
| 4.  | Juanjo Jiménez   | Illescas Urban CLM | 34       | 129    | 3.79 |
| 5.  | Daniel López     | Leche Río Breogán  | 30       | 113    | 3.77 |

### Jugador Más Valioso de la jornada

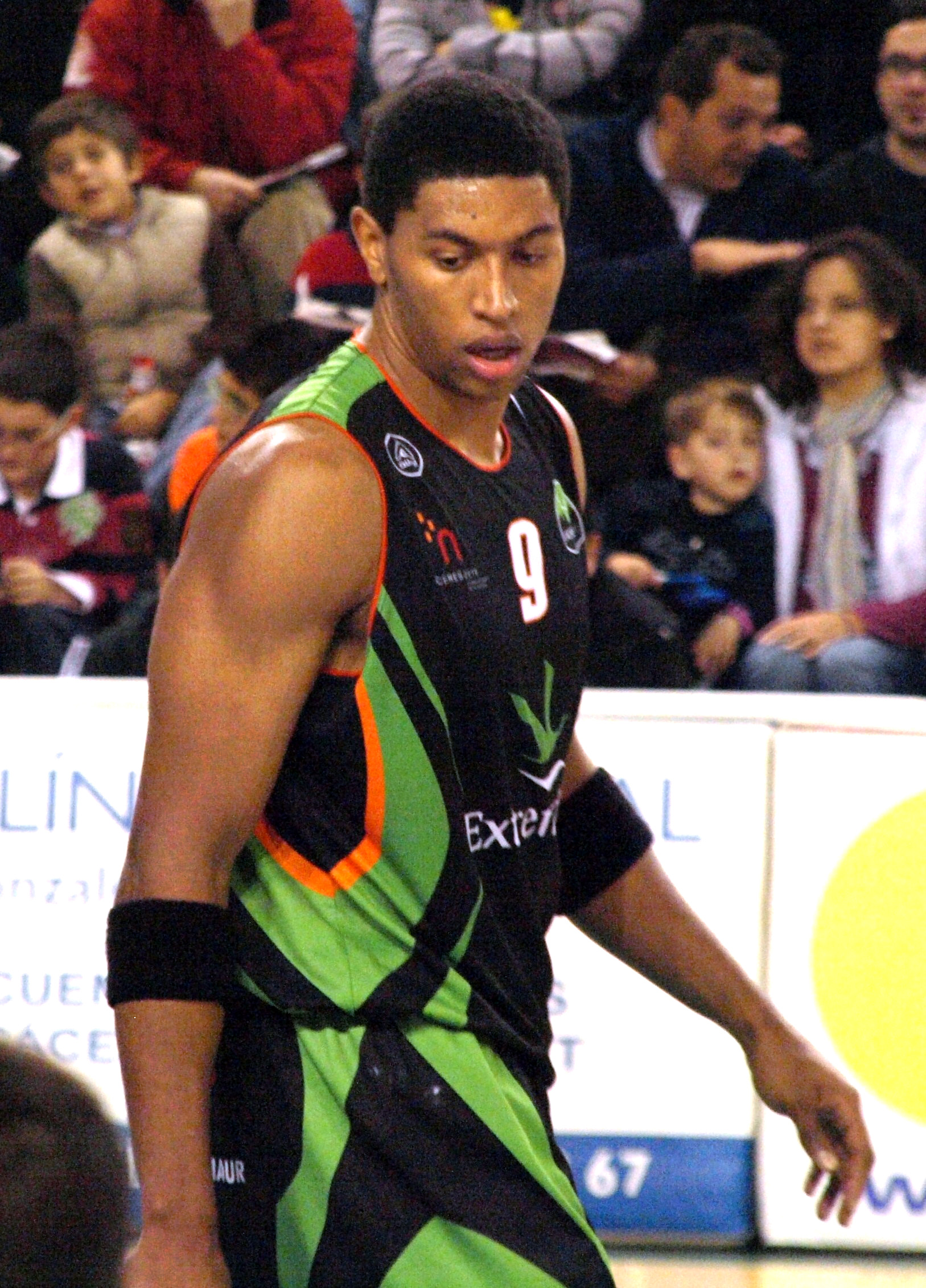
Wayne Simien, campeón de la NBA en 2006 fue designado MVP de la 17.ª jornada

Cada jornada se designó al MVP o Jugador Más Valioso de la misma sobre la base de la mayor valoración estadística de todos los partidos disputados. Al final de la competición a su vez se designó al jugador considerado como MVP de la liga, distinción que recayó en el jugador estadounidense del Ciudad de La Laguna; Jakim Donaldson, con una valoración media de 23,26 por partido.
| Date | Player                           | Team                                          | Efficiency |
| ---- | -------------------------------- | --------------------------------------------- | ---------- |
| 1    | Eulis Báez Pat Carroll           | Grupo Begar León Beirasar Rosalia             | 30         |
| 2    | Anthony Stacey Nedžad Sinanović  | Grupo Begar León Ford Burgos                  | 30         |
| 3    | Jakim Donaldson                  | Ciudad de La Laguna Canarias                  | 32         |
| 4    | Antwain Barbour                  | Tenerife Rural                                | 33         |
| 5    | Ricardo Guillén                  | Villa de Los Barrios                          | 28         |
| 6    | Eulis Báez Juan Riera            | Grupo Begar León Mallorca                     | 31         |
| 7    | Ricardo Guillén                  | Villa de Los Barrios                          | 51         |
| 8    | Brian Cusworth                   | Leche Río Breogán                             | 31         |
| 9    | Brian Cusworth                   | Leche Río Breogán                             | 41         |
| 10   | Antwain Barbour                  | Tenerife Rural                                | 54         |
| 11   | Jason Blair                      | Mallorca                                      | 30         |
| 12   | Robert Battle                    | Valladolid                                    | 41         |
| 13   | Robert Battle                    | Valladolid                                    | 30         |
| 14   | Vitor Faverani                   | Clínicas Rincón Axarquía                      | 42         |
| 15   | Jakim Donaldson                  | Ciudad de La Laguna Canarias                  | 39         |
| 16   | Ricardo Guillén                  | Villa de Los Barrios                          | 42         |
| 17   | Wayne Simien                     | Cáceres 2016                                  | 31         |
| 18   | Paulo Prestes                    | Clínicas Rincón Axarquía                      | 43         |
| 19   | Eulis Báez                       | Grupo Begar León                              | 36         |
| 20   | Jason Blair Martin Kohlmaier     | Mallorca La Palma                             | 26         |
| 21   | Jakim Donaldson                  | Ciudad de La Laguna Canarias                  | 35         |
| 22   | Brian Cusworth                   | Leche Río Breogán                             | 35         |
| 23   | Brian Cusworth                   | Leche Río Breogán                             | 31         |
| 24   | Juan Riera Michal Chylinski      | Mallorca Clínicas Rincón Axarquía             | 29         |
| 25   | Jakim Donaldson                  | Ciudad de La Laguna Canarias                  | 37         |
| 26   | Adrián Boccia                    | Tenerife Rural                                | 28         |
| 27   | Brian Cusworth                   | Leche Río Breogán                             | 30         |
| 28   | Diego Guaita                     | Cáceres 2016                                  | 37         |
| 29   | Brian Cusworth                   | Leche Río Breogán                             | 32         |
| 30   | Zach Morley                      | Gandía                                        | 29         |
| 31   | Matt Kiefer                      | Vic                                           | 37         |
| 32   | Paulo Prestes                    | Clínicas Rincón Axarquía                      | 40         |
| 33   | Charles Ramsdell Jakim Donaldson | Beirasar Rosalía Ciudad de La Laguna Canarias | 34         |
| 34   | Daniel López                     | Leche Río Breogán                             | 38         |